# 长荆铁路
长荆铁路起自湖北省孝感市应城境内的长江埠镇，连接汉丹铁路上的长江埠站，至湖北省中部荆门市，接焦柳铁路荆门站止，全长181.2公里。长荆铁路于1998年10月开工建设，2002年10月18日全线竣工投入使用，首先开通货物列车，2004年4月18日开通客运列车。